# Museum Abteiberg
Das Museum Abteiberg ist ein städtisches Museum in Mönchengladbach.
Ein eindeutiges Gründungsjahr des Mönchengladbacher Museums für bildende Kunst gibt es nicht, 1904 ist das in der Literatur bevorzugte Datum, alternativ wird auch 1901 genannt. 1904 wurde erstmals ein eigenes Gebäude bezogen. Die Bestände waren 1901 systematisch unter museologischen Gesichtspunkten erschlossen worden. Nach dem Bezug des Museumsneubaus von 1982 löste die Bezeichnung Städtisches Museum Abteiberg Mönchengladbach die Bezeichnung Städtisches Museum Mönchengladbach ab. Seit 2009 heißt es wieder Museum Abteiberg. Es liegt direkt neben dem Gladbacher Münster etwa eine Minute vom Alten Markt entfernt.
Das Museum Abteiberg liegt an einem steilen Südhang. 1982 wurde es nach zehnjähriger Planungs- und Bauzeit unter großer öffentlicher Anteilnahme eingeweiht. Es gilt heute als eines der Hauptwerke des Wiener Architekten Hans Hollein und als einer der Gründungsbauten der internationalen Postmoderne. Der Architekt Frank O. Gehry sagte, ohne das Museum Abteiberg wäre sein eigenes Guggenheim-Museum in Bilbao wohl nicht denkbar gewesen.
Das Museumsgebäude steht am Anfang einer Entwicklung der Museumsarchitektur, in der das Gebäude selber als Kunstobjekt behandelt wurde. „Fast alle Architektur-Kritiker wurden von dieser völlig neuen räumlichen Konzeption eines Kunstmuseums überrascht.“ (Dietmar Steiner in art 7/04, S. 54.) In Deutschland folgten Bauten wie die Staatsgalerie Stuttgart (1984), das Museum für Angewandte Kunst in Frankfurt (1985), das Museum für Moderne Kunst in Frankfurt (1991, ebenfalls von Hans Hollein) und das Kunstmuseum Bonn (1992). Seit 2017 ist das Gebäude zusammen mit dem Museumsgarten als Baudenkmal eingetragen.
Das Museum Abteiberg ist ein Museum für Bildende Kunst des 20. und 21. Jahrhunderts. Zwischen 1972 und 1982 erbaut, zeigt das architektonische Gesamtkunstwerk unter anderem Arbeiten von Joseph Beuys, Richard Serra, Andy Warhol, Sigmar Polke, Gerhard Richter, Martin Kippenberger, Markus Oehlen, Heinz Mack, Ulrich Rückriem und Gregor Schneider.
Im Dezember 2009 hat der Künstler Gregor Schneider einen temporären Zugang zum Museum geschaffen, eine unauffällige Garage neben dem Museumsparkplatz. Bereits 2008 hatte Schneider einen tunnelartigen Zugang zu dem Museum geschaffen.
2016 wurde das Kunstmuseum von der deutschen Sektion des Internationalen Kunstkritikerverbandes AICA zum Museum des Jahres gewählt („eine der führenden Adressen für Gegenwartskunst in Deutschland“).

## Geschichte der Sammlung

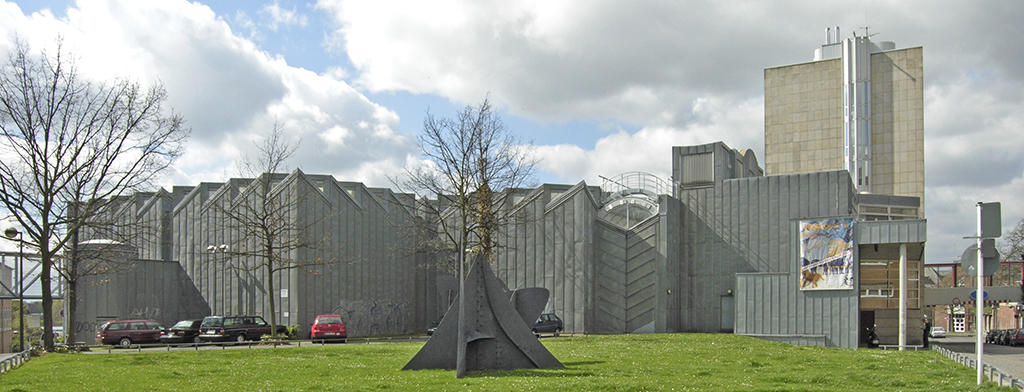
Mönchengladbach, Museum Abteiberg Seitenansicht

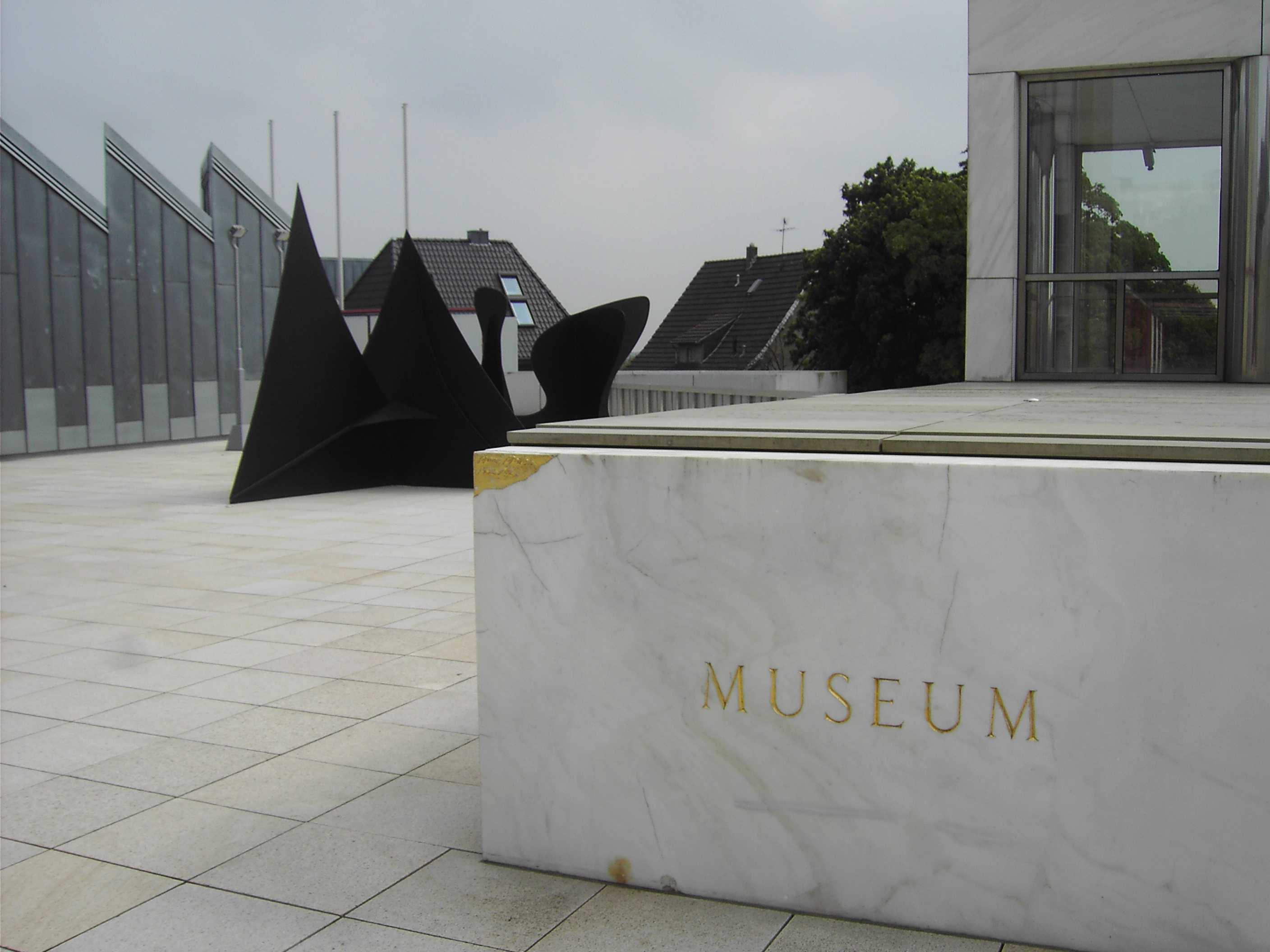
Mönchengladbach, Museum Abteiberg, Eingang und Skulptur von Alexander Calder

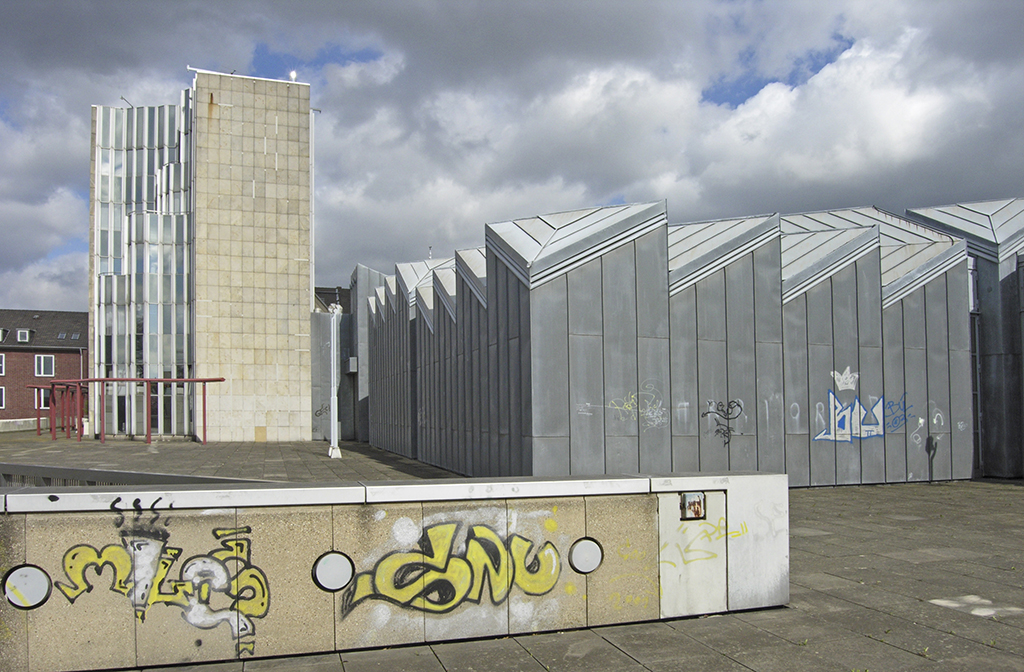
Mönchengladbach, Museum Abteiberg

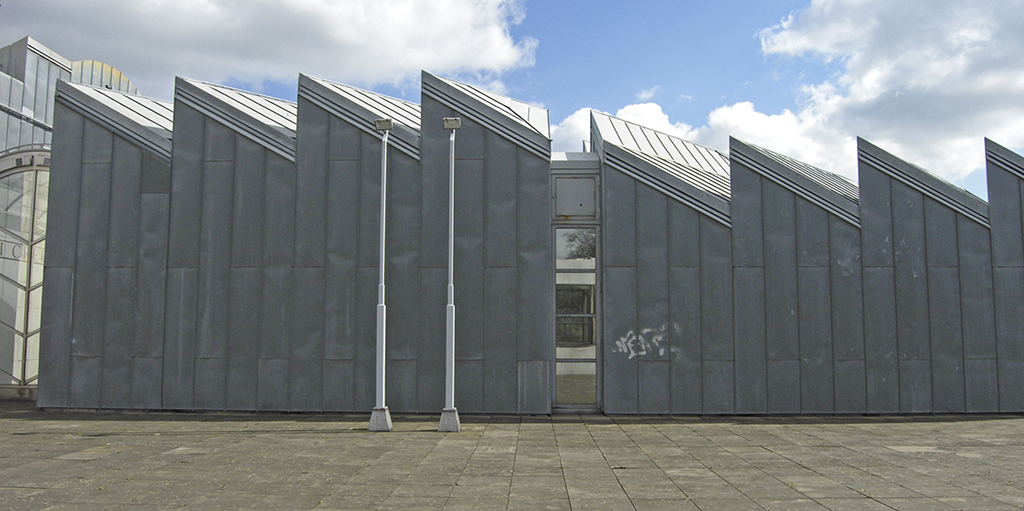
Mönchengladbach, Museum Abteiberg, Detail

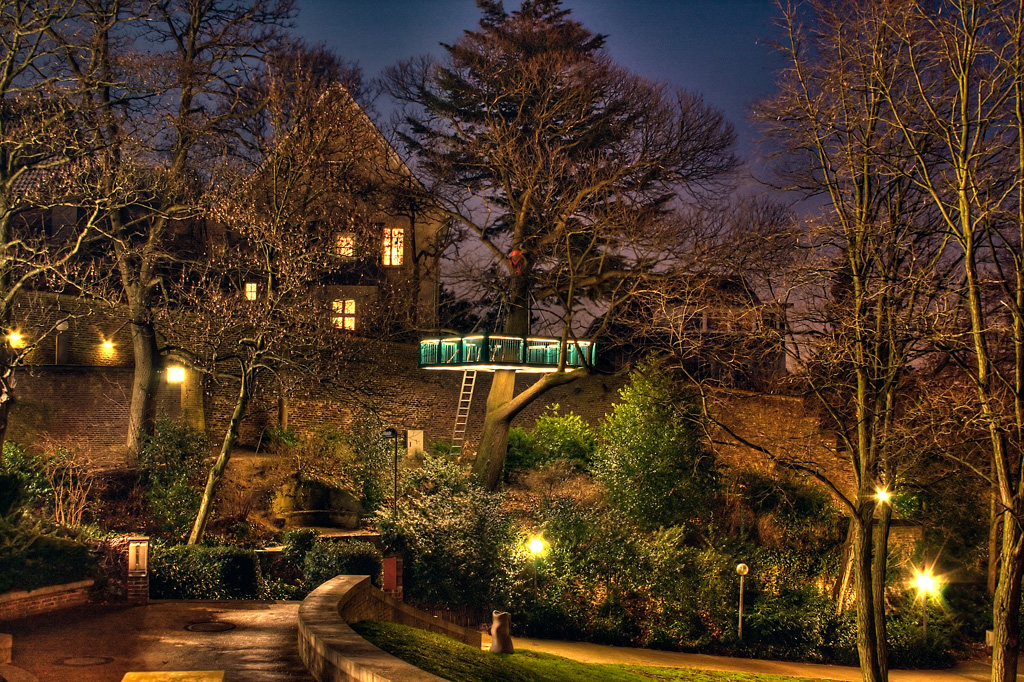
Mönchengladbach, Abteiberg Museumsgarten

Seit 1887 wurden erste Objekte für eine stadtgeschichtliche Sammlung zusammengetragen. Ab 1901 wurden diese Gegenstände systematisch geordnet, katalogisiert und im Rathaus der Stadt ausgestellt. Der 1902 gegründete Museumsverein unterstützte den weiteren Aufbau und die Präsentation der Sammlung. 1903 umfasst die Sammlung die drei Gebiete: Kunstgewerbliche und ethnografische Sammlung, Geschichtliche Abteilung sowie Naturwissenschaftliche Abteilung. Durch umfangreiche Zukäufe wurde in den Folgejahren die Sammlung deutlich erweitert. 1906 wurde eine textile Gewebesammlung mit circa 4000 Mustern von Hr. Voos erworben. 1907 kamen Teile der Sammlung Kramer hinzu. Dieser Ankauf umfasste mittelalterliche Holzskulpturen, Rüstungen, Gläser, Waffen und Krüge.
Einen entscheidenden neuen Akzent setzte 1922 Walter Kaesbach, der seiner Heimatstadt – unter der Auflage einer angemessenen Präsentation – zahlreiche Werke der expressionistischen Kunst stiftete. Diese Sammlung bestand aus 97 Gemälden, Aquarellen und Zeichnungen u. a. von Lyonel Feininger, Erich Heckel, Heinrich Nauen, Emil Nolde und Christian Rohlfs. Für die Präsentation dieser Sammlung in Mönchengladbach gründete sich im selben Jahr der „Kunstverein der Dr.-Walter Kaesbach-Stiftung“. Auf Grund unzureichender Präsentationsmöglichkeiten wurde diese Sammlung auf Initiative Walter Kaesbachs zwischenzeitlich im Krefelder Kaiser-Wilhelm-Museum ausgestellt. Erst ab 1928 konnte die Sammlung expressionistischer Kunst in angemessener Form im neu eröffneten Museum im Karl-Brandts-Haus gezeigt werden. Inzwischen war die Sammlung um Werke von Heinrich Campendonk, Ernst Ludwig Kirchner, Wilhelm Lehmbruck, August Macke, Wilhelm Morgner, Otto Mueller, Hermann Max Pechstein und Karl Schmidt-Rottluff erweitert worden. In diesem Gebäude wurde zudem die Naturhistorische Sammlung und die Sammlung für Vor- und Frühgeschichte gezeigt. Weitere Werke der Bildenden Kunst und des Kunstgewerbes wurden im Oskar-Kühlen-Haus ausgestellt.
1934 wurden die Sammlungen aus beiden Häusern im Karl-Brandts-Haus zusammengefasst, das nun „Haus der Kunst“ hieß. Das Oskar-Kühlen-Haus wurde Sitz des neuen „Haus der Heimat“, das sich der Heimatpflege und Familienforschung widmete. 1937 wurde im Zuge der Aktion „Entartete Kunst“ der überwiegende Teil der Walter-Kaesbach-Stiftung beschlagnahmt. Lediglich sieben Werke der Stiftung verblieben in der Sammlung, darunter ein Blumenstillleben von Heinrich Nauen und drei Pinselzeichnungen Emil Noldes. Gegen Ende des Zweiten Weltkrieges im Jahr 1944 wurden Teile der Sammlung ins Schloss Alme bei Brilon, sowie in die Schlösser Niesen und Borlinghausen bei Willebadessen evakuiert.
Heinrich Dattenberg, der 1945 nach Kriegsende neuer Museumsdirektor wurde, bemühte sich, die dezentral gelagerten Bestände der Sammlung wieder zusammenzuführen. Er versuchte auch den Rückkauf beschlagnahmter expressionistischer Gemälde, bzw. deren Ersatz durch gleichwertige Arbeiten. Ihm gelang 1956 der umstrittene Ankauf von Alexej von Jawlenskys Gemälde Dame mit blauem Hut. Auch Walter Kaesbach fand sich nach dem Zweiten Weltkrieg bereit, erneut eine Auswahl expressionistischer Werke dem Städtischen Museum zu stiften. Der niedrige Ankaufsetat und die steigenden Preise expressionistischer Künstler auf dem Kunstmarkt in der Zeit der 1950er und 1960er Jahre führten schließlich zu einer Konzentration auf die Sammlung zeitgenössischer Kunst.
Dattenbergs Nachfolger Johannes Cladders setzte ab 1967 diese Sammlungsstrategie konsequent fort. 1970 gelangte die Sammlung Etzold als Dauerleihgabe in den Besitz des Städtischen Museums. Mit der Eröffnung des neuen Museumsgebäudes auf dem Abteiberg kamen weitere Dauerleihgaben hinzu, vor allem die Sammlungen Onnasch und Marx. Die Sammlung Onnasch befindet sich heute in weiten Teilen in der Hamburger Kunsthalle. Die Sammlung Marx befindet sich jetzt in der Neuen Nationalgalerie im Hamburger Bahnhof in Berlin. Das Städtische Museum verlor infolge dieser Umzüge ein Hauptwerk seiner Sammlung, Unschlitt/Tallow von Joseph Beuys, obwohl es der Stadt vom Sammler zum Ankauf angeboten worden war. Neuere Leihgaben stammen aus der Sammlung Rheingold und der Sammlung Schürmann.
Ankäufe für die Sammlung des Museums wurden unter anderem durch Gelder des WDR, des Landes Nordrhein-Westfalen, der Stadtsparkasse Mönchengladbach, des Museumsvereins und seines Förderkreises ermöglicht. 2018 konnte mit finanzieller Unterstützung durch Kulturstiftung der Länder, Land Nordrhein-Westfalen, Kunststiftung NRW und Hans Fries-Stiftung die Sammlung und das Archiv von Erik und Dorothee Andersch erworben und der Museumsbestand insbesondere um Werke des Fluxus erweitert werden.

## Leiter des Museums
- 1907–1933: Carl Schurz
- 1933–1945: Julius Koenzgen
- 1945–1967: Heinrich Dattenberg
- 1967–1985: Johannes Cladders
- 1985–1994: Dierk Stemmler
- 1995–2003: Veit Loers
- seit 2004: Susanne Titz

## Sammlungsschwerpunkte
Die Liste benennt die jeweils bedeutendsten Werke der Sammlung, alphabetisch nach Künstlernamen sortiert. Einige der genannten Arbeiten befinden sich als Dauerleihgaben der Sammlung Etzold und der Mönchengladbacher Sparkassenstiftung für Kunst und Wissenschaft in der Sammlung. Das Museum verfügt in seiner Sammlung über umfangreiche Bestände an Zeichnungen, Aquarellen und Druckgrafiken.

### Expressionismus
- Ernst Barlach: Kopf des Güstrower Denkmals, 1927
- Wladimir Bechtejew: Zwei badende Frauen am Strand 1910,
- Heinrich Campendonk: Hirtin mit Tieren (um 1917), Roter Hirte mit Tieren (1928)
- Erich Heckel: Straße in Berlin (1911), Strand von Osterholz (1913), Irre beim Essen (1914), Flandrische Ebene (1916)
- Alexej von Jawlensky: Dame mit blauem Hut, 1912/1913
- Anton Kerschbaumer: Möckernbrücke in Berlin, 1926
- Ernst Ludwig Kirchner: Weiblicher Akt im Grünen, 1914/1915
- Wilhelm Lehmbruck: Kleiner weiblicher Torso (Hagener Torso), 1910/1911
- Franz Marc: Landschaft mit Regenbogen, 1913
- Ewald Mataré: Große liegende Kuh, 1930
- Otto Mueller: Waldinneres, um 1923
- Heinrich Nauen: Gartenbild, 1913
- Hermann Max Pechstein: Drohendes Wetter (1919), Mutter und Kind (Frau des Künstlers mit Sohn) (1920)
- Christian Rohlfs: Gottvater den ersten Menschen modellierend (1916), Gehetzter (1918)

### Konstruktivismus
- Willi Baumeister: Flächen (Der Maler I), 1920
- Rudolf Belling: Skulptur 23, 1923/1966
- Karl Buchheister: Schmalformvariation schwarz-weiß, 1927
- Alexander Calder: Silberweiß, um 1953
- Otto Coenen: Stillleben mit Wecker und Lampe (1931), Landschaft mit weißem Haus (1932)
- Sonja Delaunay-Terk: ohne Titel, 1916
- Otto Freundlich: Komposition in Grau, um 1935
- Heinrich Hoerle: Rheinische Landschaft (1932), Frauenakt (um 1935)
- Boris Kleint: Schwarz-weiße Scheibe, 1938
- Frank Kupka: Panneau décoratif (vor 1924), Deux Gris I (1928)
- Bart van der Leck: Arbres, 1922/1923
- Oskar Schlemmer: Abstrakte Figur (Groteske) (1923/1964), Drei Akte (1929)
- Franz Wilhelm Seiwert: Feierabend I, 1925
- Nikolaj Michailowitsch Suetin: ohne Titel, um 1920
- Friedrich Vordemberge-Gildewart: Komposition Nr. 149, 1945

### Dadaismus
- Marcel Duchamp: La Mariée mise à nu par ses Célibataires, même (Boîte verte) (1934), De ou par Marcel Duchamp ou Rrose Sélavy (1966)
- Max Ernst: Arizona-Landschaft, nach 1946
- Wasily Kamensky: Mausefalle, 1915
- Kurt Schwitters: Bild mit Walfisch, 1924

### Informel
- Peter Brüning: Komposition 1/59, 1959
- Karl Fred Dahmen: Samum, 1957
- Karl Otto Goetz: Soel, 1964
- Wilhelm Nay: Corroborée, 1954

### Fotografie
- Man Ray: Porträt James Joyce, 1922/1959
- Man Ray: Kiki’s Lippen, 1929/1959
- Man Ray: Tränen, 1933/1959
- Man Ray: Frau mit aufgelöstem Haar, 1931/1959
- Man Ray: Selbstporträt mit Kamera, 1931/1959
- Man Ray: Antiker Kopf mit Spiegel, 1931/1959

### Op-Art
- Yaacov Agam: Ambiance, 1955
- Gerhard von Graevenitz: Bewegliches Objekt, 1971
- Adolf Luther: 10 × 10 runde Hohlspiegel, 1968
- François Morellet: Drahtgitter, 1959/1960
- Jesús Rafael Soto: Vibrations-Objekt, 1963
- Victor Vasarely: Alphard, 1957

### ZERO
- Heinz Mack: Silber-Dynamo (1965), White in White (1959)
- Otto Piene: Weißweißweiß (Ton I), 1959/1960
- Günther Uecker: Phantom I (1963), Großer Wind (1966)

### Nouveau Réalisme
- Arman: Les tampons buvards, 1961
- François Dufrêne: Eye, 1960
- Raymond Hains: Affiche lacérée sur tôle, 1961
- Yves Klein: Monochrome bleu (1959), Monogold (1960), Victoire de Samothrace (1962)
- Martial Raysse: Supermarkt, 1961
- Mimmo Rotella: Grande Comp, 1961
- Daniel Spoerri: Tableau piège chez Tinguely, 1960
- Jean Tinguely: Hommage à Duchamp, 1960
- Jacques de la Villeglé: ohne Titel (Vér), 1962

### Pop Art
- Richard Hamilton: Toaster, 1967
- Roy Lichtenstein: Bread in Bag, 1961
- George Segal: Man seated at table, 1960
- Tom Wesselmann: Still Life # 27, 1963
- Andy Warhol: Campbell’s Soup (1962), Louis M., Nr. 10 of 13 Most wanted Men (1963)

### Minimal Art
- Carl Andre: 8001 Mönchengladbach Square 8002 Mönchengladbach Square, 1968
- Donald Judd: ohne Titel, 1973
- Bruce Nauman: Forced Perspective, 1975
- Sol LeWitt: Modular Piece, 1966

### Neue Wilde
- Martin Kippenberger: Skelettei (1996), Meinungsspirale (1985), Vitrine aus der Ausstellung „Der Eiermann und seine Ausleger“ (1997)
- Albert Oehlen
- Markus Oehlen

## Skulpturengarten
2002 wurde der Skulpturengarten Abteiberg eröffnet. Damit erhielt das Museum Abteiberg einen schon länger geplanten erweiterten Außenbereich mit Werken moderner Künstler. Bei dem Gelände handelt es sich um einen Park mit Blutbuchen und Kastanien. Bei dem Park handelt es sich um den ehemaligen Garten der Abtei. Er erstreckt sich von der Plattform des Museums und der nebenstehenden Propstei bis zu einer unteren Mauer, die Teil der alten Stadtmauer ist. Ergänzt wurde die Außenanlage mittlerweile um den zum Münster gehörenden Pfarrgarten.
Im oberen Teil des Skulpturengartens befinden sich die schon vor dessen Eröffnung in den von Hans Hollein eingerichteten Reisterrassen aufgestellten Arbeiten Soft inverted Q von Claes Oldenburg, Tree of water/Breath of Leaves von Giuseppe Penone, Juan von Bernhard Luginbühl und Königsstuhl von Anatol.

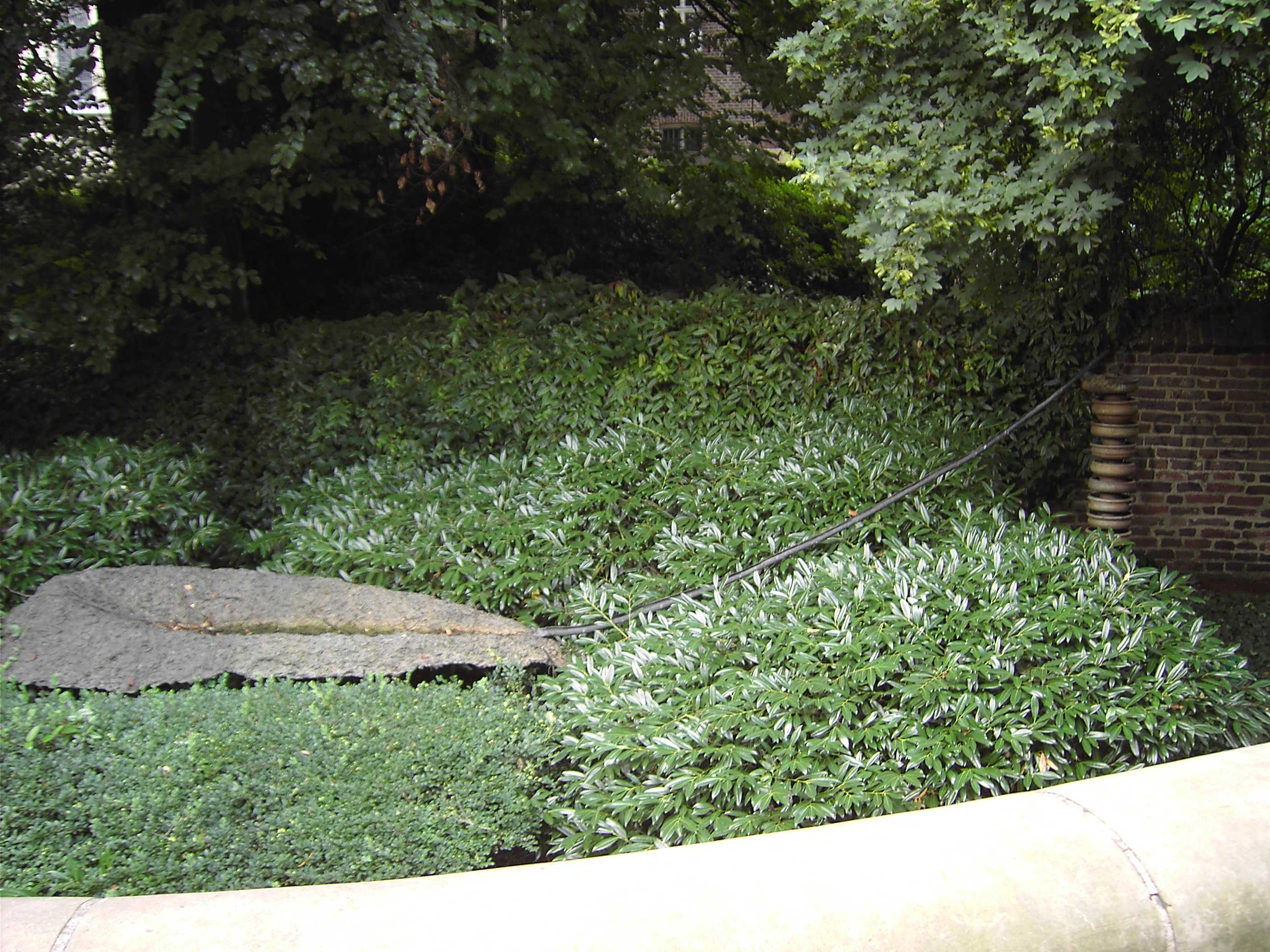
Giuseppe Penone: Tree of water/Breath of Leaves

Das Zentrum der Anlage bildet das Arolsen-Piece (1992) von Larry Bell – zwei gläserne Doppelkuben, die eine pinkfarben, die andere azurblau. Beide Kuben sind diagonal in das vorhandene Wasserbassin neben die Fontäne eingesetzt. Im Abstand von knapp hundert Meter dazu befindet sich der sechs Meter hohe Anello („Ring“), den 2001 Mauro Staccioli aus Cor-Ten-Stahl geschaffen hat. Von François Morellet stammt eine fast 3 m hohe Kugel, die aus vergitterten Rundstäben in Edelstahl gebildet wird. Oberhalb davon, ebenfalls auf dem Gelände des Pfarrgartens steht die Flause (1998) von Franz West, eine pinkfarbene Aluminiumskulptur. In der Nachbarschaft davon befindet sich eine bronzene Stele, ein graziler weiblicher Torso von Maria Lehnen. Die übrigen Skulpturen sind Arbeiten dreier jüngerer Künstler, die der Ästhetik der neunziger Jahre verpflichtet sind. Der amerikanische Künstler Jorge Pardo schuf eine Gruppe von sechs kleineren Bronzeskulpturen, die die Wege oberhalb und seitlich der Fontäne säumen. Ihre organisch-abstrakten Amöbenformen haben Öffnungen und tragen Plastiksäcke. Wie der Titel Garbage Can verrät, dienen sie als Abfallbehälter. Weitere Arbeiten in dem Park sind von Dan Peterman und Stefan Kern.
Außerhalb des Skulpturengartens vor dem Museum setzen Skulpturen von Alexander Calder, Thomas Rentmeister, Daniel Pflumm und Thomas Virnich künstlerische Signale und sollen eine Verbindung zur geplanten Skulpturenmeile in der City von Mönchengladbach schaffen.

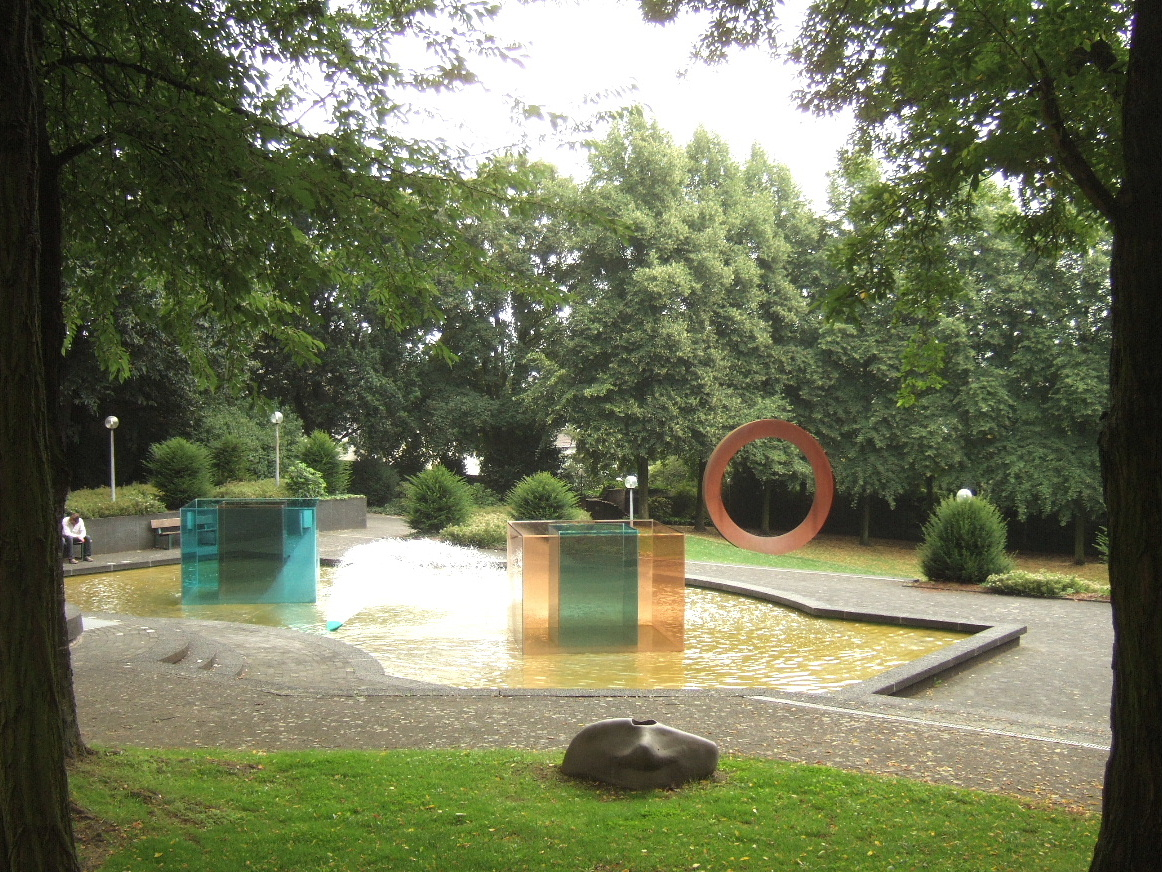
Skulpturengarten Museum Abteiberg – Larry Bell: Arolsen-Piece (Bildmitte); Mauro Staccioli: Anello (dahinter); Jorge Pardo: Garbage Can (vorne)
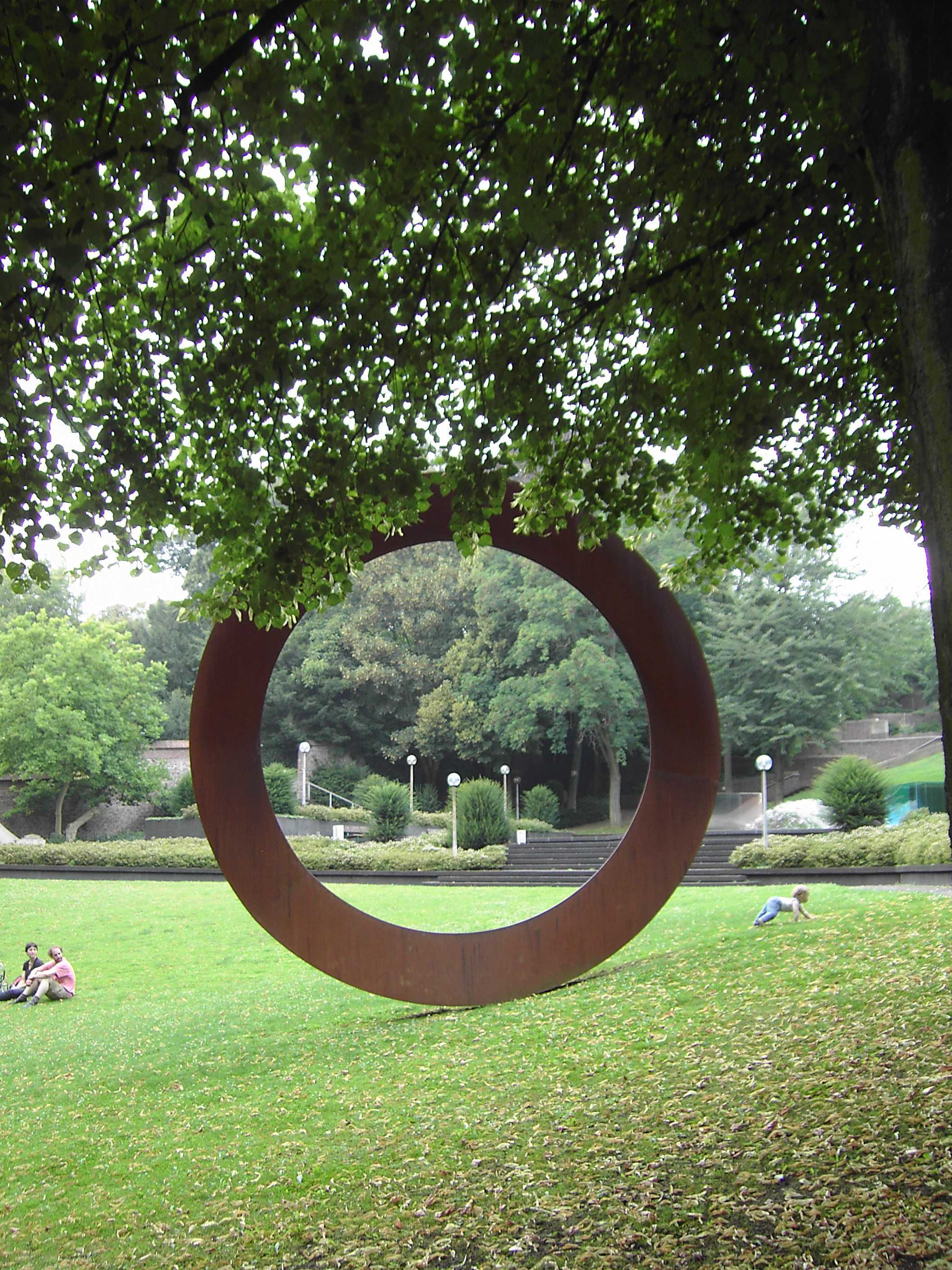
Mauro Staccioli: Anello
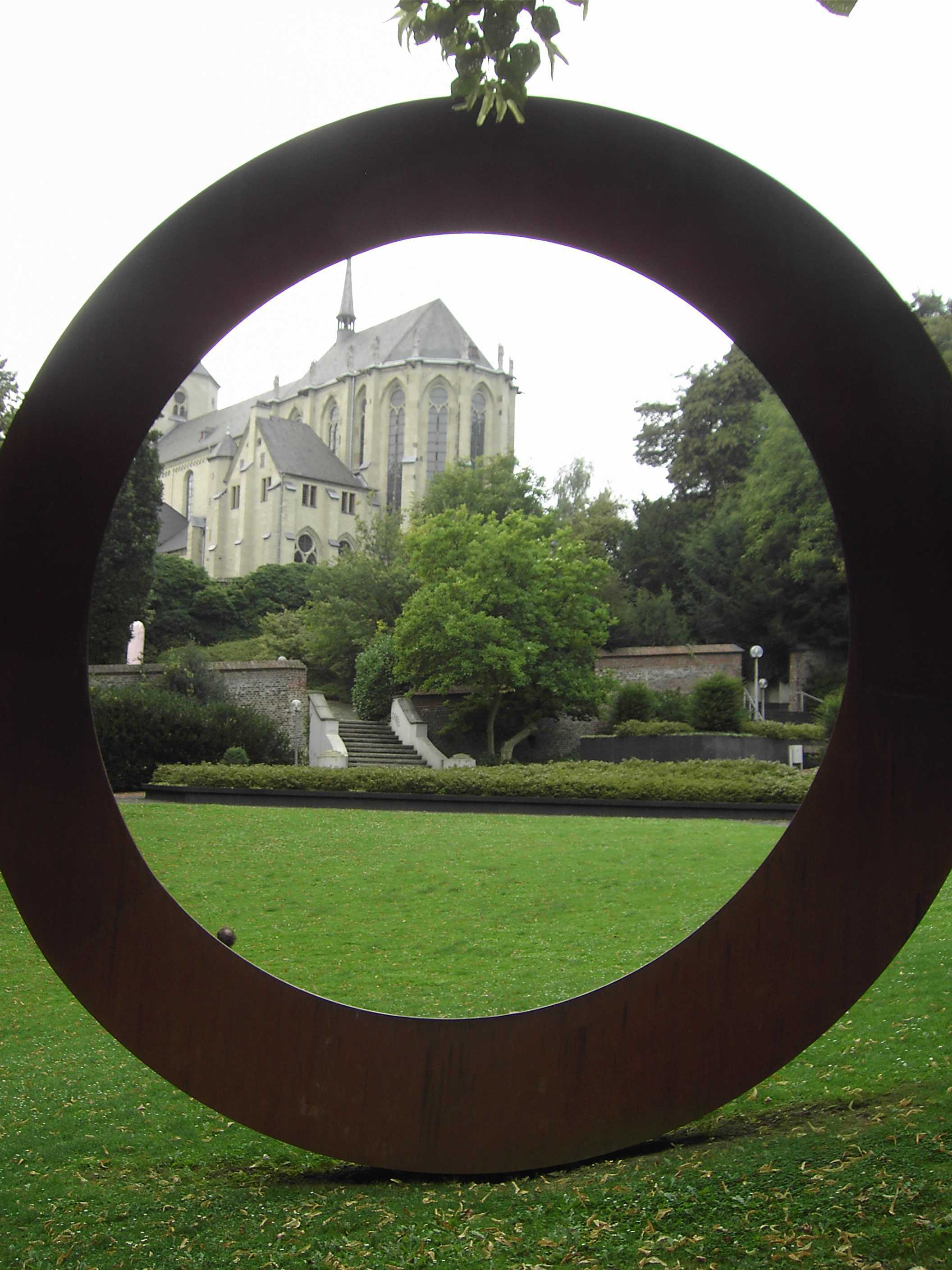
Mauro Staccioli: Anello, im Hintergrund das Münster
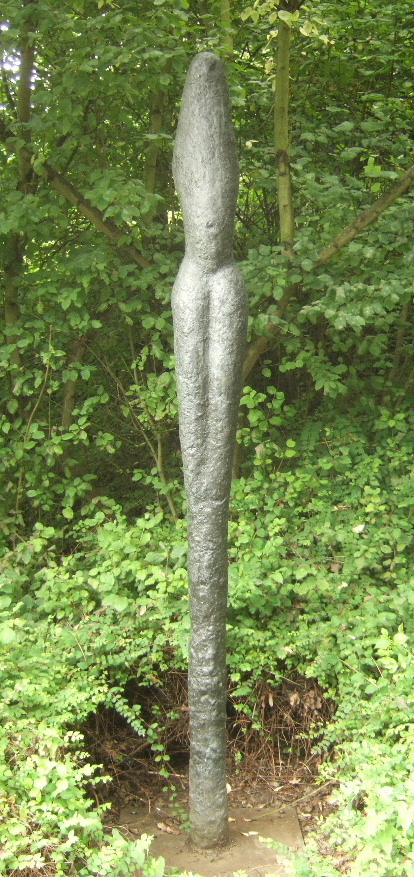
Maria Lehnen: Idol XII
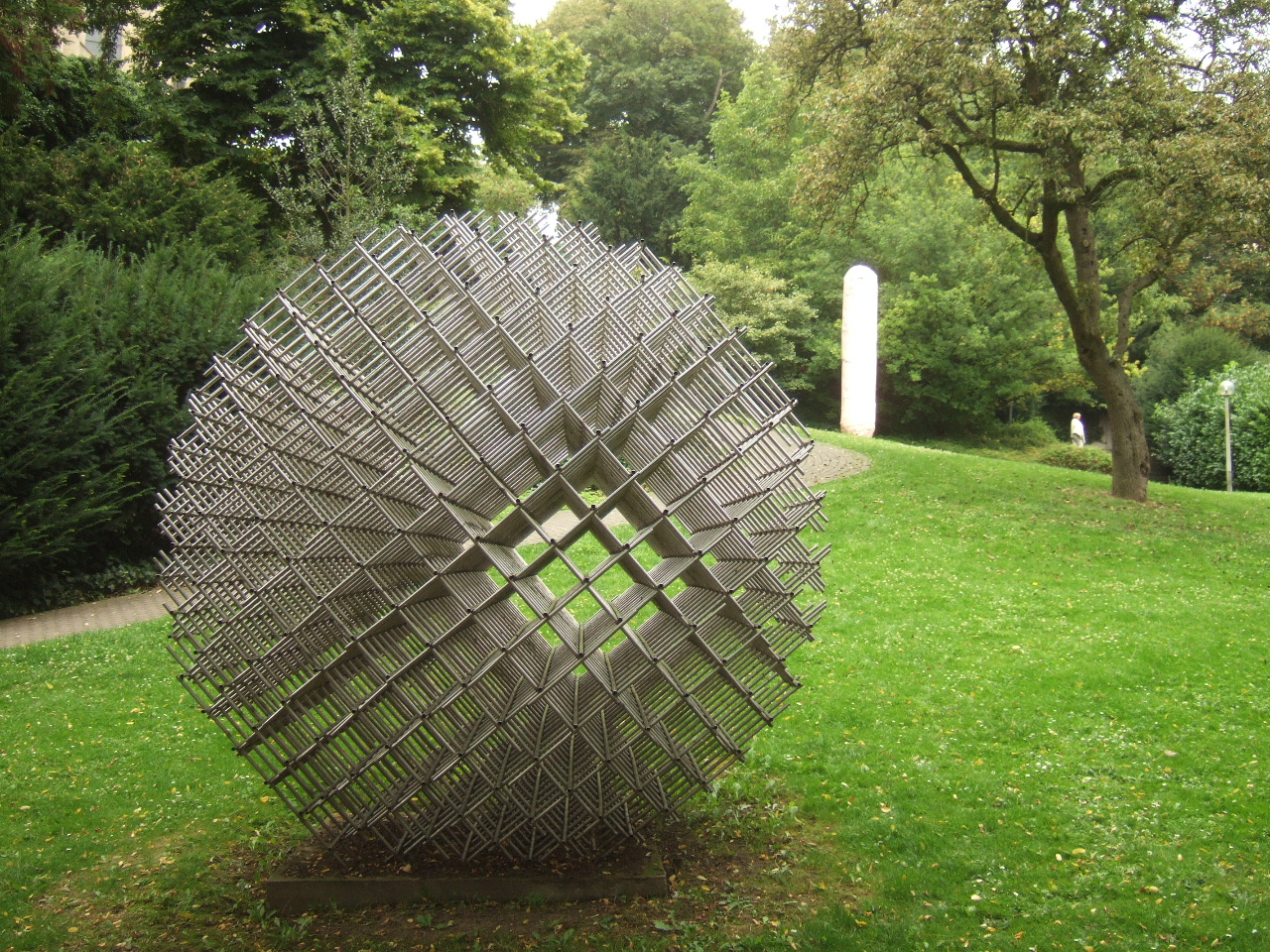
François Morellet: Sphère – trames; im Hintergrund: Franz West: Flause

## Weitere Einrichtungen im Museum
Im Museum befindet sich des Weiteren eine Audiovision, eine Malklasse, eine Bibliothek und eine Cafeteria. Es werden Führungen durch das Haus unter fachlicher Anleitung angeboten.

## Geschichte des Museumsgebäudes
1904 bezogen die Sammlungen der Stadt Mönchengladbach erstmals ein eigenes Gebäude. Es handelte sich um die ehemalige evangelische Volksschule am Fliescherberg, die bis zum Jahr 1925 als Museum diente. Später wurde das Gebäude abgerissen. In den Jahren 1911 und 1912 plante die Stadt einen Neubau für das Museum. 1913 wurden für diesen Neubau 200.000 Mark bereitgestellt. Die Eröffnung war für das Jahr 1916 vorgesehen. Dieser Neubauplan scheiterte am Beginn des Ersten Weltkriegs.
1922 erhielten die Pläne für den Neubau eines Museums einen erneuten Impuls durch die Stiftung expressionistischer Gemälde Walter Kaesbachs an die Stadt Mönchengladbach. Dieser Bau sollte auf der Hohenzollernstraße errichtet werden. 1.000.000 Mark standen für den „Kunstpalast“ zur Verfügung, für den Thorn Prikker bereits Fresken entwarf. Infolge der Hyperinflation von 1923 im Deutschen Reich gingen diese Mittel verloren. Dies beendete das zweite Neubauprojekt.
1924 gelangte das Wohnhaus Oskar Kühlens an der Bismarckstraße 97 als dessen Vermächtnis in den Besitz des Städtischen Museums. Dieses Gebäude mit einer Fassade im neogotischen Stil war 1896 vom Architekten Robert Neuhaus errichtet worden. 1926 kam als weiteres Vermächtnis das Wohnhaus Karl Brandts auf der Kaiserstraße hinzu, das deutlich mehr Platz bot. In diesem Gebäude wurde 1928 die Sammlung des Städtischen Museums eröffnet. 1944 fiel das Gebäude den Bombenangriffen auf Mönchengladbach zum Opfer.
Auf Grund der Zerstörung des Karl-Brandt-Hauses wurde ab 1945 bis 1982 das Oskar-Kühlen-Haus als Museumsgebäude genutzt. 1963 beschloss die Stadt Mönchengladbach erneut einen Museumsneubau und beauftragte den Essener Architekten Horst Loy mit Planungen. 1964 kam es allerdings zum Brand der Kaiser-Friedrich-Halle, deren Wiederaufbau die Mittel für den Neubau des Museums verschlang.
Von 1972 bis 1982 gelang der vierte Versuch für die Planung und Ausführung eines Neubaus. 1972 genehmigte der Kulturausschuss der Stadt ein Raumprogramm und der österreichische Architekt Hans Hollein erhielt den Auftrag zu einem Vorentwurf und einer städtebaulichen Studie. Am 29. November 1976 erfolgte der erste Spatenstich. 1977 wurde die Baugenehmigung für das Museum erteilt. Im selben Jahr begannen die Rohbauarbeiten und wurde der Grundstein gelegt (26. August 1977). Das Richtfest erfolgte am 1. September 1978. Ein Jahr später, 1979, wurde der Rohbau abgenommen. Im Dezember 1981 erfolgte die Gebrauchsabnahme und am 23. Juni 1982 die Eröffnung.
Die ausgeführten Planungen Hans Holleins gelten als „Bauabschnitt I“ des Museums. Ein „Bauabschnitt II“ war bereits frühzeitig für einen späteren Zeitpunkt geplant. Dieser bis heute nicht realisierte zweite Bauabschnitt soll zwischen Abteistraße und Spatzenberg errichtet werden.
Am 6. März 1996 erhielt Hollein den Auftrag der Stadt Mönchengladbach für einen (erneuten) Vorentwurf des zweiten Bauabschnitts, der am 7. Dezember 1998 von der Stadt Mönchengladbach akzeptiert wurde. 1999 wurden in Vorbereitung der Erweiterung des Museums die Wohnhäuser zwischen Abteistraße und Spatzenberg abgerissen. 2002 folgte der Abriss des Garagenhofs Ecke Abteistraße / Krichelstraße. Dies ermöglicht einen direkten Durchblick von der Hindenburgstraße zum geplanten neuen Haupteingang. Der Baubeginn wird bislang durch die angespannte Haushaltslage der Stadt Mönchengladbach verzögert.
Von Mitte September 2006 bis November 2007 war das Gebäude wegen Sanierungsarbeiten geschlossen. Die Fassadenelemente und die Haustechnik wurden erneuert, die Innenräume renoviert und die Sammlungen neu arrangiert. Dafür hatte die Stadt Mönchengladbach 4,2 Millionen Euro bewilligt. Die Wiedereröffnung des Museums fand am 4. November 2007 statt. Zwischenzeitlich zeigte das von realities:united entwickelte, wenige hundert Meter entfernte „Museum X“ im ehemaligen Schauspielhaus an der Hindenburgstraße sieben Sonderausstellungen zur zeitgenössischen Kunst.

## Zeitlicher Überblick zum Museumsstandort
- 1901–1904: Räume im Rathaus der Stadt Mönchengladbach
- 1904–1925: Ehemalige evangelische Volksschule am Fliescherberg (abgerissen)
- 1926–1944: Karl-Brandt-Haus auf der Kaiserstraße (im Zweiten Weltkrieg zerstört)
- 1924–1934 und 1945–1982: Oskar-Kühlen-Haus auf der Bismarckstraße 97
- seit 1982: Städtisches Museum Abteiberg auf der Abteistraße

## Architektur
Das Museumsgebäude entstand im Dialog zwischen dem Architekten Hans Hollein und dem damaligen Museumsdirektor Johannes Cladders. 1972 erhielt der Wiener Architekt den Auftrag zum Vorentwurf und zu einer städtebaulichen Studie. Als Baugrund wurde ein verwaistes Grundstück in Hanglage innerhalb des mittelalterlichen Mönchengladbacher Stadtkerns ausgewiesen. Der realisierte architektonische Entwurf, für dessen Realisation 1976 der erste Spatenstich und 1977 die Grundsteinlegung erfolgte, berücksichtigt drei zentrale Parameter:
1. die topografische Situation,
2. die zum Teil historisch tradierte Bebauung der näheren Umgebung und
3. das kuratorische Konzept, das von Johannes Cladders entwickelt wurde.

Auf die topografische Situation reagiert Hans Holleins Ausgestaltung des Gebäudekomplexes in mehreren Ebenen, wobei südostasiatischen Reisterrassen entlehnte Formen den Übergang in den Park bilden. Die Umgebungsbebauung wird aufgegriffen durch die Wahl der Fassadenverkleidung einerseits (Sandstein in Anlehnung zum romanisch-gotischen Münster und zur gotischen katholischen Hauptpfarrkirche) und der Aufteilung in synthetisch verbundene Einzelbauglieder andererseits (die sich harmonisch zu den umgebenden Baukörpern verhalten). Das kuratorische Konzept findet sich im Inneren ausgeformt durch miteinander kommunizierende Raumeinheiten, mit zum Teil variablen Wänden. Entgegen dem klassischen Kunstmuseum verzichtet Hollein, in Abstimmung mit Cladders, auf die tradierte monolithische Großform im Außenbau und der regelmäßigen Raumaufteilung im Inneren. Vielmehr erscheint der Bau offen und ist doch funktional durchdacht.
Das Gebäude ist reich an semantischen Anspielungen, in denen sich jenseits eines unmittelbar ablesbaren Traditionsapparates, ein Bewusstsein für Geschichte ablesen lässt, das auch in freien künstlerischen Arbeiten Hans Holleins eine große Rolle spielt. Der Verwaltungsturm des Museums ist ein Echo der Türme des Münsters und der Hauptpfarrkirche, die Sheddächer der obersten Ausstellungsräume referieren auf die Fabrikarchitektur Mönchengladbach-Rheydts, das im 19. Jahrhundert wegen seiner zahlreichen Bauten der Textilindustrie als „rheinisches Manchester“ bezeichnet wurde und der Eingang auf der sogenannten „Plattenebene“ bezieht sich auf die Propyläen der Akropolis.
Außer den rein architektonischen Elementen, die ihren Bezug zur Architektur der frühen Wiener Moderne besitzen, hat Hans Hollein außerdem alle innenarchitektonischen Aspekte ausgestaltet – von den Wandverkleidungen über die Beleuchtung bis hin zu den Möbeln.
Das Museumsgebäude mit dem Terrassengarten wurde am 10. August 2017 unter der Nummer A 057 als Baudenkmal in die Denkmalliste der Stadt Mönchengladbach eingetragen.

## Stiftung
Für das Museum wird eine Kunststiftung eingerichtet, die es Sammlern einfacher machen soll, dem Museum Kunstwerke zu schenken. Dies hat im November 2009 der Kulturausschuss der Stadt Mönchengladbach entschieden. So will etwa die Aachener Familie Schürmann dem Museum Abteiberg Werke aus ihrer Sammlung schenken. Die Sammler aus Aachen hatten ursprünglich ein Privatmuseum in Düsseldorf geplant, jetzt wollen sie Mönchengladbach Werke der Gegenwartskunst übergeben.

## Filme
- Museum Abteiberg, Mönchengladbach (= Museums-Check. Folge 88). Reportage, 30 Min., Moderation: Markus Brock, Produktion: 3sat. Erstausstrahlung: 15. Dezember 2024.[5]